# Emiliano Pedreira
Emiliano Humberto Pedreira Salgado (Buenos Aires, Argentina, 5 de noviembre de 1985) es un futbolista argentino. Juega como defensa y actualmente milita en Independiente de Cauquenes de la Segunda División de Chile.

## Trayectoria
Se inició en las inferiores de Racing de Santander, su debut profesional fue con el club UD Los Barrios, ahí jugó las temporadas 2007/2008 y 2008/2009 , pasando al Almería "B" en donde jugaría la temporada 2009/2010, también se desempeñó desde 2010 en el Club Atlético Acassuso de la B Metropolitana de Argentina. en el 2016 suma una nueva experiencia internacional al firmar por el Ñublense de Chile, es un jugador con muy buen juego aéreo producto de su 1,91 m de estaura.

## Clubes
| Club                       | País      | Año       |
| -------------------------- | --------- | --------- |
| UD Los Barrios             | España    | 2007-2009 |
| UD Almería "B"             | España    | 2009-2010 |
| Acassuso                   | Argentina | 2010-2015 |
| Ñublense                   | Chile     | 2016-2018 |
| Independiente de Cauquenes | Chile     | 2019      |